# Овасап Себастаци
Овасап Себастаци (арм. Հովասափ Սեբաստացի) — армянский поэт, писатель, миниатюрист и учёный XVI века.

## Жизнь и творчество
Родился примерно в 1510 году в городе Себастия. Образование получил у своего отца Тадеоса, который был церковным служителем, поэтом и писцом. Впоследствии стал дьяконом. Следуя своему отцу, начал переписывать рукописи и писать поэмы. До наших дней дошли его любовные песни, исторические поэмы, богословские и поучительные сочинения, а также календарные труды. Сочинения Овасапа написаны на разговорном армянском языке, отличаются лирическим стилем и патриотическим содержанием, отражают состояние армянского народа и политическую ситуацию Османской империи в XVI веке. Несколько стихов посвящены Нерсесу Великому, Мушегу Мамиконяну и другим деятелям античной Армении. Свои литературные труды и переписанные рукописи украшал иллюстрациями, особенно богата миниатюрами переписанная в 1535 году рукопись «Истории Александра Македонского». В колофоне этой рукописи оставлены важные автобиографические сведения. Занимался также медициной и естествознанием, написал труд «Отменный лечебник кардинальных влаг» (арм. «Բժշկարան ընտրեալ տարրական մախցի»), основным источником для которого стали «Учение медицины» и «Ненужное для неучей» Амирдовлата Амасиаци и «Книга вопрошений» Григора Татеваци. В вопросах естествознания придерживался учения о четырёх элементах. Умер примерно в 1564 году.
издания трудов
- Тевканц, А. Армянская музыка: мелодии, таги и песни = Հայերգ: մեղեդիք, տաղք և երգք. — Тифлис, 1882. — С. 109—116.
- Чопанян, А. Армянские страницы: поэзия и искусство наших предков = Հայ էջեր, մեր նախնեաց բանաստեղծությունն ու արւեստը. — Париж, 1912. — С. 32—35.
- Овсепян, Г. Овасап Себастаци = Հովասափ Սեբաստացի // Арарат. — Вагаршапат, 1918. — С. 267.
- Овасап Себастаци. Стихотворения = Բանաստեղծություններ / Под ред. В. Геворгяна. — Ереван, 1964. — 235 с.
- Жемчужины армянской лирической поэзии = Մարգարիտներ հայ քնարերգության / Под ред. Акопова Г. Б.. — Ереван, 1971. — Т. 1. — С. 207—210. — 394 с. Архивировано 3 декабря 2013 года.

переводы
- фр.  Чопанян, А. La roseraie d'Armenie. — Париж, 1923. — Т. 2. — С. 137—149.
- фр.  Чопанян, А. La roseraie d'Armenie. — Париж, 1929. — Т. 3. — С. 139—146.
- рус.  Арутюнян, С., Кирпотин, В. Антология армянской поэзии с древнейших времен до наших дней. — Ереван, 1940. — С. 290—292. — 718 с.
- фр.  La poesie armenienne / ed. R. Melik. — Париж, 1973. — С. 115—117.
- англ.  A. J. Hacikyan, G. Basmajian, E. S. Franchuk, N. Ouzounian. The Heritage of Armenian Literature: From the sixth to the eighteenth century. — Детройт, 2002. — С. 751—754. — 1108 с.